# گوانی، کلات
گوانی (به انگلیسی: Gwani Kalat) یک منطقهٔ مسکونی در پاکستان است.